# All That (serie de televisión)
All That (conocida en Latinoamérica como Todo eso, conocida en España como Todo eso y más) fue un programa estrenado el 16 de abril de 1994, durando 11 años hasta el 22 de octubre de 2005. En 2018, se anunció el regreso de la serie, la cual estrenó su revival el 15 de junio de 2019.

## Primeros años
El programa se estrenó a mediados de 1994, con un elenco de siete actores: Angelique Bates, Lori Beth Denberg, Katrina Johnson, Kel Mitchell, Alisa Reyes, Josh Server, y Kenan Thompson. Este reparto se conoce como el reparto original, y personificarían a los primeros personajes icónicos como Okrah, SuperDude, Ed, Pierre Escargot, Walter el Orejón, Las Chicas de la Isla, entre otros.
En 1996 abandonó el reparto Angelique Bates y se incorporó Amanda Bynes con tan sólo 10 años, era la tercera temporada y el show iba a dar un cambió total ya que cambiaron de estudios y se creó el primer spin-off del programa: Kenan & Kel, protagonizado por Kenan Thompson y Kel Mitchell. Durante esa temporada Amanda Bynes cautivó al público norteamericano y tardó poco en conseguir su propio personaje; Ashley, una niña que contestaba de manera bruta las cartas con preguntas que enviaban los niños.

## Segunda etapa
En 1997 el programa apostó por una recambio en el elenco, y abandonaron Katrina Johnson y Alisa Reyes, y se incorporaron Christy Knowings, Leon Frierson, y Danny Tamberelli. Este último era el único miembro del reparto de All That que ya había participado en otro programa de Nickelodeon: Las aventuras de Pete y Pete.
Durante 1998-1999 tuvo lugar la quinta temporada, con el abandono de Lori Beth Denberg, y la incorporación de Nick Cannon y Mark Saul. Aquel año se formó unos de los mejores repartos de los que el público recuerda.
El 13 de abril de 1999, All That hizo algo que pocos programas de su tipo han logrado hacer: un episodio emitido en vivo y en directo para todo Estados Unidos, en celebración de su capítulo número 100. El episodio duró una hora, y volvieron a aquella noche especial los antiguos miembros del reparto y artistas invitados como Melissa Joan Hart, Robert Ri'Chard, entre otros. Durante esa temporada, se lanzó también el segundo spin-off: El show de Amanda protagonizado por Amanda Bynes.
Pero después de todo lo bueno, comenzaría la crisis: uno de los guionistas y productores, Dan Schneider, dejó el programa para centrarse en El show de Amanda, y la sexta temporada es considerada una de las peores. Kenan y Kel hicieron lo propio -quienes además grababan la última temporada de su show- y Amanda Bynes salía muy poco, ya que también tenía su propio show. Por otro lado, se incorporaba al elenco Gabriel Iglesias, pero no fue suficiente para levantar al programa.
En el año 2000 se presumió que All That llegaba a su fin.

## Renacimiento
Dan Schneider volvió al programa para volver a conseguir el éxito conseguido años atrás, pero con un cambio total, ya que no volvería a contar con ningún miembro del antiguo reparto.
Los nuevos actores del reparto fueron: Chelsea Brummet, Ryan Coleman, Christina Kirkman, Bryan Hearne, Kyle Sullivan; (front row) Shane Lyons, Lisa Foiles, Jack DeSena, Giovonnie Samuels, Jamie Lynn Spears, Kianna Underwood, Denzel whithare

## Episodios
| Temporada | Temporada | Episodios | Emisión original         | Emisión original        |
| Temporada | Temporada | Episodios | Primera emisión          | Última emisión          |
| --------- | --------- | --------- | ------------------------ | ----------------------- |
|           | 1         | 15        | 16 de abril de 1994      | 1 de abril de 1995      |
|           | 2         | 21        | 7 de octubre de 1995     | 30 de marzo de 1996     |
|           | 3         | 20        | 16 de noviembre de 1996  | 25 de octubre de 1997   |
|           | 4         | 21        | 15 de noviembre de 1997  | 4 de abril de 1998      |
|           | 5         | 23        | 12 de diciembre de 1998  | 23 de octubre de 1999   |
|           | 6         | 19        | 15 de enero de 2000      | 17 de mayo de 2001      |
|           | 7         | 13        | 19 de enero de 2002      | 4 de mayo de 2002       |
|           | 8         | 15        | 21 de septiembre de 2002 | 26 de julio de 2003     |
|           | 9         | 14        | 11 de octubre de 2003    | 26 de junio de 2004     |
|           | 10        | 10        | 23 de abril de 2005      | 22 de octubre de 2005   |
|           | 11        | 35        | 15 de junio de 2019      | 17 de diciembre de 2020 |

## Premios y nominaciones

### PremiosKids Choice Awards
| Año  | Categoría                           | Resultado |
| ---- | ----------------------------------- | --------- |
| 1997 | Programa Favorito                   | Nominado  |
| 1999 | Programa Favorito                   | Ganador   |
| 1999 | Actor Favorito (Kel Mitchell)       | Ganador   |
| 2000 | Programa Favorito                   | Ganador   |
| 2000 | Actriz Favorita (Amanda Bynes)      | Ganador   |
| 2000 | Actor Favorito (Kenan Thompson)     | Ganador   |
| 2001 | Actor Favorito (Nick Cannon)        | Nominado  |
| 2003 | Programa Favorito                   | Nominado  |
| 2004 | Actriz Favorita (Jamie Lynn Spears) | Nominado  |
| 2004 | Programa Favorito                   | Ganador   |

### Young Artist Awards
| Año  | Categoría                   | Resultado |
| ---- | --------------------------- | --------- |
| 2005 | Mejor actor (Jack De sena)  | Ganador   |
| 2005 | Mejor reparto               | Nominado  |
| 2003 | Mejor actor (Kyle Sullivan) | Nominado  |
| 2003 | Mejor actriz (Lisa Foiles)  | Nominado  |
| 2000 | Mejor actor (Leon Frierson) | Nominado  |

- Datos: Q280154